# Radulph von Coggeshall
Radulph von Coggeshall († um 1224 bei Essex), auch Radulph of Coggeshall oder (neuenglisch) Ralph of Coggeshall, war ein englischer Zisterzienser, Abt und Chronist.
Radulph war von 1207 bis 1218 der 6. Abt des Klosters Coggeshall Abbey in Essex, England. Über sein Leben und Wirken ist so gut wie nichts bekannt. Einzig sein Werk Chronicon Anglicanum ist erhalten geblieben, es umfasst die Jahre 1066 bis 1224. Viele seiner Informationen bezog Radulph von einem gewissen Gervais of Tilbury, dieser war möglicher Mitautor in Radulphs letzten Lebensjahren. Das Buch beginnt mit dem Bericht über die Normannische Eroberung Englands und berichtet hiernach ausführlich über den dritten Kreuzzug. Zu seinen bekannteren Erzählungen gehört unter anderem die Anekdote um die grünen Kinder von Woolpit. Erstmals veröffentlicht wurde Radulphs Werk von Robert Anstruther in dessen Werk Radulphi Nigri chronicon ab initio mundi ad A.D. 1199 im Jahr 1851, ein weiteres Mal von Joseph Stevenson unter dem Titel Radulphi de Coggeshall chronicon Anglicanum im Jahr 1875.

## Werke
- Chronicon Anglicanum in drei Kapiteln, vollendet wohl um 1224.